# Pocasset (Oklahoma)
Pocasset – miasto w Stanach Zjednoczonych, w stanie Oklahoma, w hrabstwie Grady.